# Berachot

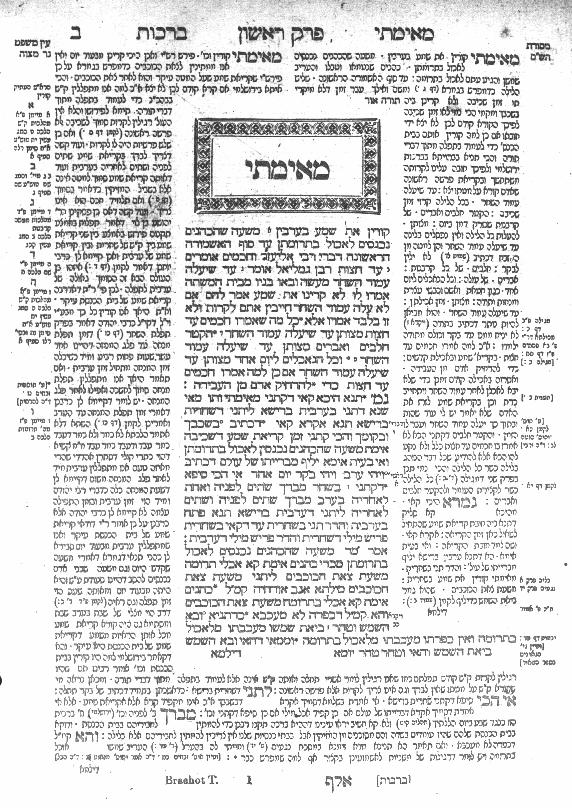
De eerste pagina van het traktaat

Berachot (Hebreeuws: ברכות; letterlijk lofzeggingen) is het eerste traktaat (masechet) van de Orde Zeraïem van de Misjna en de Talmoed.
Het traktaat Berachot behandelt regels omtrent de (dagelijkse) gebeden en de lofzeggingen, zoals het Sjema ("Hoor Israël, de Eeuwige is onze God, de Eeuwige is Eén" - Deut. 6:4-9; 11:13-21; Num. 15:37-41), Amida (Achttiengebed), Birkat Hamazon (dankgebed na de maaltijd), Hawdala (ceremonie aan het einde van de sjabbat en feestdagen) en andere gebeden en lofzeggingen.
Het traktaat telt twaalf hoofdstukken.
Van alle traktaten van de Seder Zeraïem kent alleen het traktaat Berachot commentaren van rabbijnen in de vorm van Gemara in zowel de Babylonische als de Jeruzalemse Talmoed. De overige traktaten komen louter in de Jeruzalemse Talmoed voor.
De Orde Zeraïem behandelt vooral voorschriften die met de akkerbouw in verband staan. Het traktaat Berachot gaat uitsluitend over lofprijzingen en gebeden en staat enigszins op zichzelf. De reden dat het traktaat is opgenomen in de sectie Zeraïem – dat immers vooral over landbouw gaat – is dat voor het nuttigen van voedsel een gebed dient te worden uitgesproken.